# Castellane
Castellane é uma comuna francesa na região administrativa da Provença-Alpes-Costa Azul, no departamento dos Alpes da Alta Provença. Estende-se por uma área de 117,79 km². Em 2010 a comuna tinha 1 536 habitantes (densidade: 13 hab./km²).
Era conhecida como Salinas (Salinae) durante o período romano.